# Caradrina conditorana
Caradrina conditorana là một loài bướm đêm trong họ Noctuidae.